# Welgelegen (Paramaribo)
Welgelegen es uno de los doce ressorts, o en neerlandés ressorten, en los que se divide el distrito de Paramaribo en Surinam, ubicado al oeste del distrito.
Limita al norte con el ressort de Weg naar Zee , al este con el ressort de Centrum, al sur con los ressorts de Flora y Tammenga y al oeste con el distrito de Wanica.
En 2004, Welgelegen, según cifras de la Oficina Central de Asuntos Civiles tenía 23 709 habitantes.